# Xiangcheng (köpinghuvudort i Kina, Jiangxi Sheng, lat 28,20, long 115,16)
Xiangcheng är en köpinghuvudort i Kina. Den ligger i provinsen Jiangxi, i den sydöstra delen av landet, omkring 89 kilometer sydväst om provinshuvudstaden Nanchang. Antalet invånare är 25 078. Befolkningen består av 11 677 kvinnor och 13 401 män. Barn under 15 år utgör 20,0 %, vuxna 15-64 år 71 %, och äldre över 65 år 8,0 %.
Runt Xiangcheng är det tätbefolkat, med 383 invånare per kvadratkilometer. Närmaste större samhälle är Huibu, 13,8 km nordost om Xiangcheng. Trakten runt Xiangcheng består till största delen av jordbruksmark.
Genomsnittlig årsnederbörd är 2 092 millimeter. Den regnigaste månaden är maj, med i genomsnitt 337 mm nederbörd, och den torraste är oktober, med 32 mm nederbörd.